# Список символів Каліфорнії

Розташування штату Каліфорнія на території США

Це список офіційних символів штату Каліфорнія, США

## Символи штату
- Напій: Вино
- Птах: Каліфорнійська перепілка

Прапор Каліфорнії

Печатка Каліфорнії

- Колір: Синій колір, який символізує небеса і золотавий, який символізує дорогоцінний метал.
- Танок: Свінг Західного Узбережжя
- Риба: Золота форель (Oncorhynchus mykiss aguabonita) (прісна вода), Гарибальді (Hypsypops rubicundus) (солона вода)
- Прапор:
  - Прапор Каліфорнії (починаючи з 1911 року)
  - Прапор Каліфорнійської республіки (1846)
- Квітка: Каліфорнійський мак (Eschsholzia californica)
- Народний танець: Сквер данс
- Скам'янілість: Смілодони (Smilodon californicus)
- Дорогоцінний камінь: Бенітоїт
- Місто-привид: Боді
- Трава: (Nassella pulchra)
- Історичне товариство: Каліфорнійське історичне товариство
- Комаха: Каліфорнійський метелик-піхотинець (Colias eurydice)
- Ссавець:Грізлі (Ursus californicus)
- Морський ссавець: Сірий кит (Eschrichtius robustus)
- Військовий музей: Каліфорнійський музей збройних сил
- Мінерал: Золото
- Девіз: Еврика
- Прізвисько: Золотий штат
- Поет-лауреат: Керол Маск-Дакс
- Доісторичний артефакт: Кам'яний ведмідь
- Рептилія: Гофер Агассіса (gopherus agassizi)
- Гірський мінерал: Серпентин
- Печатка: Печатка Каліфорнії
- Лозунг: «Знайди себе тут»
- Ґрунт: Сан-Хоакін
- Пісня: I Love You, California
- Судно: «Californian» (шхуна)
- Картата матерія: Каліфорнійський тартан
- Театр: Pasadena Playhouse
- Дерево: Каліфорнійська секвоя (California redwood), Секвоядендрон (Giant Sequoia), Секвоя (Coast Redwood)
- Чверть долара США — Каліфорнія 2005: